# Nauçac
Naussac (en occità Naussac) és un municipi francès situat al departament de l'Avairon i a la regió d'Occitània.

## Demografia
| 1962                                       | 1968 | 1975 | 1982 | 1990 | 1999 | 2006 |
| ------------------------------------------ | ---- | ---- | ---- | ---- | ---- | ---- |
| 287                                        | 312  | 274  | 338  | 323  | 296  | 311  |
| Des de 1962: població sense dobles comptes |      |      |      |      |      |      |

## Administració
| Període   | Identitat              | Partit |
| --------- | ---------------------- | ------ |
| 1995-2001 | Jean-Pierre Cavalerie  |        |
| 2001-     | Didier Pouzoulet-Ligue |        |